# Philip James Bailey
Philip James Bailey (22. april 1816—6. september 1902 i Nottingham) var en engelsk digter.
Bailey blev 1840 sagfører, men havde 1839 udgivet Festus, en lyrisk-dramatisk bearbejdelse af Faustsagnet, som gjorde stor lykke og har oplevet adskillige oplag. Som politisk skribent er han optrådt med bogen The International Policy of the great Powers (1861).